# Toshi
|  | Per a altres significats, vegeu «TOSHI». |

Toshimitsu Deyama (en japonès: 出山利三; Deyama Toshimitsu) (Tateyama, Chiba, Japó 10 d'octubre de 1965), més conegut com a Toshi, és un músic japonès que va saltar a la fama per ser un dels fundadors i cantant del grup de rock X Japan. Juntament amb en Yoshiki Hayashi van formar el que després seria un dels grups més influents al Japó. Encara que des dels inicis del grup en Toshi va estar sempre a l'ombra d'en Yoshiki, el Toshi era el membre que millor es portava amb els fans als concerts i sempre parlava amb ells, això va fer que guanyes cert respecte fins al 1997 quan per raons personals va decidir deixar el grup i va acabar amb la dissolució de X Japan. El 1992 va començar la seva carrera en solitari en què fins avui en dia continua llançant àlbums encara que amb un estil molt diferent al que va començar.